# Pere I d'Ayerbe
Pere d'Ayerbe (1259 -1318) va ser un noble de la Casa d'Aragó del Llinatge del casal de Barcelona, 1r Baró d'Ayerbe, fill bord i després legitimat de Jaume I d'Aragó i de la seva amant Teresa Gil de Vidaure.

## Orígens familiars
Era fill de Jaume I d'Aragó i de la seva amant Teresa Gil de Vidaure.

## Matrimoni i descendents
1. ∞ Aldonça de Cervera, filla de Jaume de Cervera, senyor de Gebut. Fills:
1. Pere II d'Ayerbe
2. Garcia Miquel d'Ayerbe, bisbe de Lleó

## Biografia
Fill bord de Jaume I d'Aragó i de la seva amant Teresa Gil de Vidaure, fou legitimitat posteriorment i es casà amb Dolça de Cervera. Les donacions que el seu pare, el rei Jaume I d'Aragó, li concedí, contribuïren a formar un considerable patrimoni. El 1285 participà en la defensa de la comarca aragonesa d'Exeia enfront del Regne de Navarra i l'any següent, el 1286, es constituí gràcies a ell una treva entre la Corona d'Aragó i Regne de Navarra.